# Love’s Unkind
«Love’s Unkind» (с англ. — «Любовь жестока») — песня американской певицы Донны Саммер, записанная для её третьего студийного альбома I Remember Yesterday. Песня стала одним из ее самых больших хитов Саммер в Великобритании, достигнув пика на третьем месте, а также получив там золотую сертификацию. Хотя песня никогда не выходила в качестве сингла в США, она возглавляла танцевальный чарт как часть альбома I Remember Yesterday, поскольку в то время целые альбомы могли считаться одной записью в этом конкретном чарте.

## Варианты издания
Великобритания — 7" (GTO — GT 113)
1. «Love’s Unkind»
2. «Autumn Changes»

Германия — 7" (Atlantic — ATL 11 063)
1. «Love’s Unkind» — 4:24
2. «Black Lady» — 3:47

Нидерланды — 7" (Groovy — GR S 15044)
1. «Love’s Unkind» — 4:24
2. «Black Lady» — 3:47

## Позиции в хит-парадах
| Хит-парад (1977—1978)                                             | Высшая позиция |
| ----------------------------------------------------------------- | -------------- |
| Австрия (Ö3 Austria Top 40)                                       | 18             |
| Бельгия/Фландрия (Ultratop 50)                                    | 25             |
| Великобритания (OCC UK Singles)                                   | 3              |
| Германия (GfK)                                                    | 18             |
| Ирландия (IRMA)                                                   | 2              |
| Италия (Musica e dischi)                                          | 7              |
| Нидерланды (Dutch Top 40)                                         | 32             |
| Нидерланды (Single Top 100)                                       | 28             |
| США (Billboard Dance Club Songs) · Как часть I Remember Yesterday | 1              |

## Сертификации и продажи
| Регион               | Сертификация | Продажи |
| -------------------- | ------------ | ------- |
| Великобритания (BPI) | Золотой      | 550 000 |